# Elton Oil Company
Die Elton Oil Company ist eines der führenden nichtstaatlichen panafrikanischen Mineralölunternehmen in den westafrikanischen Staaten Gambia (als Elton Oil Company (Gambia) Ltd.) und Senegal (als Elton Oil).
Ihre Produkte und Dienstleistungen, des rein afrikanischen Unternehmens, beschränken sich nicht nur auf die traditionellen Dienstleistungen einer Tankstellenkette mit Supermarkt. Auch die Dienstleistung einer Auto-Reparaturwerkstatt und Auto-Waschanlage werden angeboten. Daneben bieten die Tankstellen eine Gaststätte und ein Internetcafé als Serviceleistung an.
Als internationalen Partner nennt das Unternehmen Castrol.

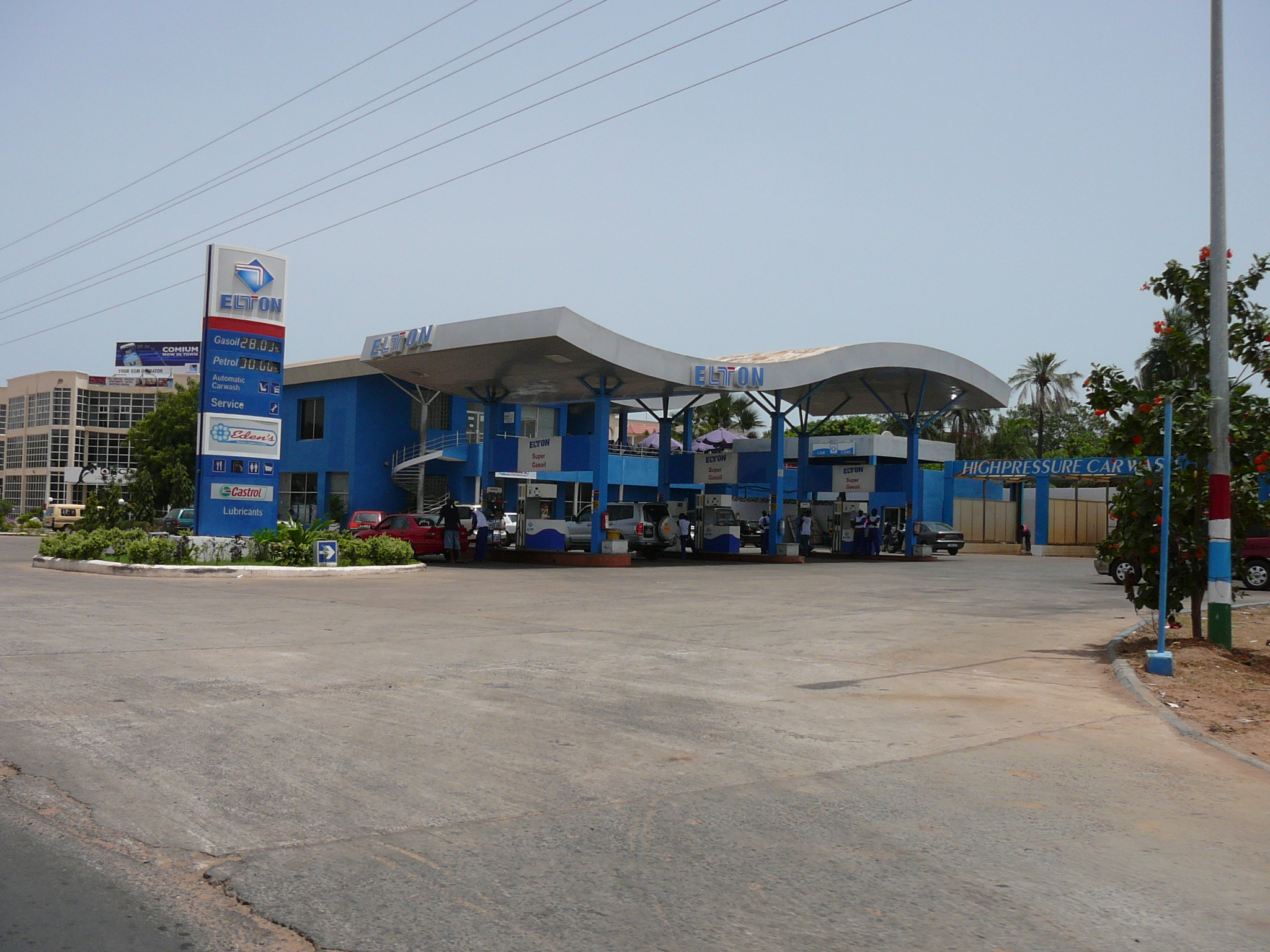
Die Niederlassung bei Kuto, Gambia

Die erste Niederlassung wurde im Juli 2001 in Senegal eröffnet. Seitdem hat sich das Vertriebsnetz bis auf 31 Niederlassungen vergrößert, darunter 18 Tankstellen. Beschäftigt werden in Senegal mehr als 400 Mitarbeiter. Der senegalesische Marktanteil wird mit mehr als zehn Prozent angegeben, der Marktanteil in Gambia liegt bei einem Viertel. Mit der Marke Castrol ist Elton auch in den Märkten in Guinea, Mali und Elfenbeinküste vertreten.